# بخش گیسلاود
بخش گیسلاود (به سوئدی: Gislaveds kommun) یک ناحیه شهری در سوئد است که در شهرستان یونشوپینگ واقع شده‌است.